# 许清流
许清流（1979年6月—），男，汉族，福建晋江人，中华人民共和国政治人物。现任恒安国际集团有限公司总裁，中国侨联常委，福建省工商联副主席。第十四届全国政协委员。